# Geumho-dong, Seoul
Geumho-dong (koreanska: 금호동) är en stadsdel i stadsdistriktet Seongdong-gu i Sydkoreas huvudstad Seoul.

## Indelning
Administrativt är Geumho-dong indelat i:
| Namn        | Namn                       | Yta km² | Invånare 31 dec 2020 |
| ----------- | -------------------------- | ------- | -------------------- |
| 금호1가동   | Geumho 1(il)-ga-dong       | 0,46    | 15 795               |
| 금호2.3가동 | Geumho 2(i).3(sam)-ga-dong | 0,64    | 23 584               |
| 금호4가동   | Geumho 4(sa)-ga-dong       | 0,84    | 14 842               |